# Zona de sacrificio

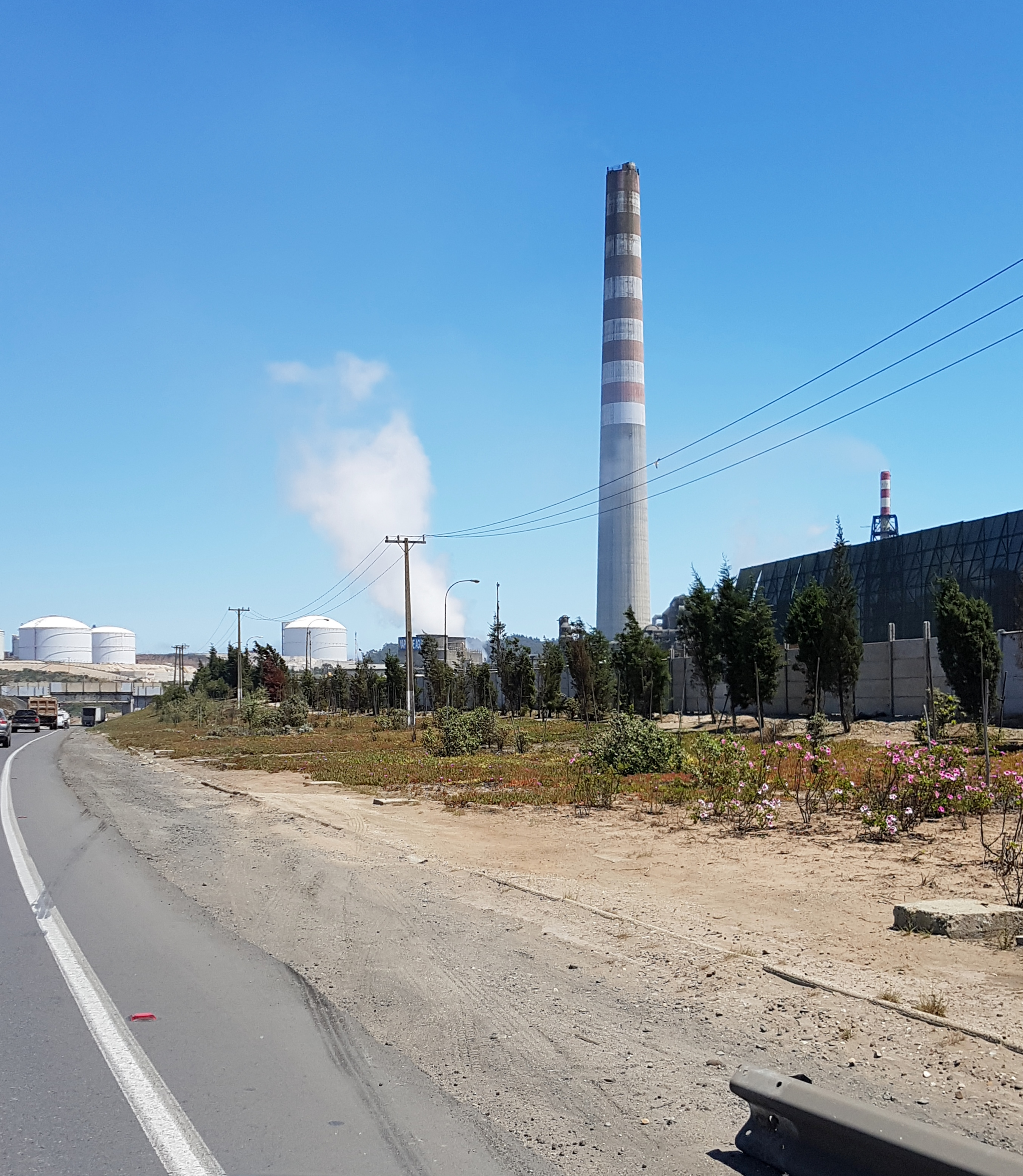
Las localidades de Quintero y Puchuncaví en Chile son consideradas zona de sacrificio ambiental, operando 15 grandes industrias responsables de varios de episodios de contaminación, incluyendo derrames de hidrocarburos en el mar, vertimientos de carbón en las playas e intoxicaciones masivas de personas, principalmente niños, con metales pesados.

Una zona o área de sacrificio es un término utilizado para caracterizar a una región geográfica que ha estado permanentemente sujeta a daño medioambiental o a falta de inversión económica. De acuerdo a algunos académicos, comúnmente corresponden a «comunidades de bajos ingresos y racializadas que soportan más que su parte justa de los daños ambientales relacionados con la contaminación, los desechos tóxicos y la industria pesada». Otros, como Chris Hedges, Joe Sacco, y Stephen Lerner han argumentado que las prácticas empresariales corporativas contribuyen a producir zonas de sacrificio, y que en territorios sometidos a daño ambiental ello ha significado la situación de vulnerabilidad y empobrecimiento de las comunidades residentes.

## Origen del término
El concepto de zonas de sacrificio fue mencionado por primera vez durante la Guerra Fría, como resultado probable de la lluvia radiactiva. Según Helen Huntington Smith, el concepto primero fue utilizado para referirse a los efectos de largo plazo en el cinturón carbonífero minero del oeste de Estados Unidos en los años 1970. La Academia Nacional de Ciencias y la Academia Nacional de Ingeniería produjeron un informe conjunto en 1973 sobre la rehabilitación de terrenos mineros en el oeste estadounidense que sostuvo que:
En cada zona la probabilidad de rehabilitar una área depende de los objetivos de uso de la tierra, las características del sitio, la tecnología disponible, y la habilidad con que esta tecnología está aplicada. En los extremos, si las tierras superficialmente mineras son  declaradas áreas de sacrificio nacional, todas las zonas ecológicas tienen una probabilidad alta de ser exitosamente rehabilitadas. Si, aún así, la restauración completa es el objetivo, la rehabilitación en cada zona no tiene ninguna probabilidad de éxito.
De modo parecido en 1975, Genevieve Atwood escribió en Scientific American:
La superficie minera sin recuperación remueve a la tierra para siempre de su uso productivo; tal terreno puede ser mejor clasificado como una área de sacrificio nacional. Con una recuperación exitosa, sin embargo, la superficie minera puede convertirse en solo una más de una serie de usos de la tierra que meramente interrumpe un uso actual y entonces regresa la tierra a una productividad potencial equivalente o incluso superior.
Huntington Smith escribió en 1975, "El Panel que emitió el cauteloso y erudito reporte de la Academia Nacional de Ciencias involuntariamente tocó una bomba verbal" con la frase Área de Sacrificio Nacional; «Las palabras explotaron en la prensa occidental por la noche. Aprovechadas por personas que se sentían servidos como "sacrificios nacionales", se convirtieron en una consigna y un grito de guerra». El término chispeó el debate público, incluyendo a ecologistas y políticos como el futuro gobernador de Colorado Richard Lamm.

## Alternativas
El profesor Patricio Rubio explica que las opciones para hacer frente a las zonas de sacrificio ambiental son quitar parte de la industria y exigir mejoras al resto para lograr un estándar de carga ambiental admisible, y así no tener que desplazar a la población ni remover las actividades agropecuarias tradicionales; o bien desplazar completamente a la población y las actividades agropecuarias dejando la industria sometida a un proceso de mejoramiento continuo de los niveles de contaminación para recuperar parte del patrimonio natural original.